# Regione dell'Araucanía
La regione di Araucanía anche chiamata IX Región è una regione del Cile centro-meridionale.

## Geografia antropica

### Suddivisioni amministrative
| Provincia | Capoluogo | Comune             |
| --------- | --------- | ------------------ |
| Cautín    | Temuco    | 1 Carahue          |
| Cautín    | Temuco    | 2 Cholchol         |
| Cautín    | Temuco    | 3 Cunco            |
| Cautín    | Temuco    | 4 Curarrehue       |
| Cautín    | Temuco    | 5 Freire           |
| Cautín    | Temuco    | 6 Galvarino        |
| Cautín    | Temuco    | 7 Gorbea           |
| Cautín    | Temuco    | 8 Lautaro          |
| Cautín    | Temuco    | 9 Loncoche         |
| Cautín    | Temuco    | 10 Melipeuco       |
| Cautín    | Temuco    | 11 Nueva Imperial  |
| Cautín    | Temuco    | 12 Padre Las Casas |
| Cautín    | Temuco    | 13 Perquenco       |
| Cautín    | Temuco    | 14 Pitrufquén      |
| Cautín    | Temuco    | 15 Pucón           |
| Cautín    | Temuco    | 16 Saavedra        |
| Cautín    | Temuco    | 17 Temuco          |
| Cautín    | Temuco    | 18 Teodoro Schmidt |
| Cautín    | Temuco    | 19 Toltén          |
| Cautín    | Temuco    | 20 Vilcún          |
| Cautín    | Temuco    | 21 Villarrica      |
| Malleco   | Angol     | 22 Angol           |
| Malleco   | Angol     | 23 Collipulli      |
| Malleco   | Angol     | 24 Curacautín      |
| Malleco   | Angol     | 25 Ercilla         |
| Malleco   | Angol     | 26 Lonquimay       |
| Malleco   | Angol     | 27 Los Sauces      |
| Malleco   | Angol     | 28 Lumaco          |
| Malleco   | Angol     | 29 Purén           |
| Malleco   | Angol     | 30 Renaico         |
| Malleco   | Angol     | 31 Traiguén        |
| Malleco   | Angol     | 32 Victoria        |